# Hermann Wiegmann
Hermann Wiegmann (* 1937) ist ein deutscher Germanist.

## Leben
Nach dem Studium der Germanistik, Philosophie und Katholischen Theologie legte Wiegmann im Jahr 1970 das Staatsexamen für das Lehramt ab und wurde im Jahr 1975 mit einer Dissertation über Ernst Blochs Ästhetik promoviert. Neben einer Tätigkeit als Gymnasiallehrer lehrte Wiegmann an der Universität Oldenburg, an der er im Jahr 1980 mit einer Schrift über die Begriffsgeschichte der Ästhetik habilitiert wurde. Seit 1987 war er dort außerplanmäßiger Professor für Neuere deutsche Literatur, schließlich auch Gastprofessor für Rhetorik an der Universität Tübingen, wo er das Veranstaltungskontingent des emeritierten Walter Jens übernahm.  Verschiedentlich wurde er zu Gastvorträgen an Universitäten wie Cambridge, Salamanca, Brüssel, die Sorbonne in Paris  u. a. eingeladen. Er war Gründungsmitglied und lange Jahre Vorstandsmitglied der Ernst-Bloch-Gesellschaft und im Wissenschaftlichen Beirat für die Redaktion des Historischen Wörterbuchs der Rhetorik.
Wiegmann arbeitet hauptsächlich auf den Gebieten der  Ästhetik, Poetik, Rhetorik und Literaturgeschichte, wie zahlreiche Buchveröffentlichungen ausweisen, aber etwa auch zu Karl May.

## Veröffentlichungen (Auswahl)
- Ernst Blochs ästhetische Kriterien und ihre interpretative Funktion in seinen Literarischen Aufsätzen (Diss. Hannover 1975). Bonn: Bouvier Verlag H. Grundmann 1976 (Abhandlungen zur Philosophie, Psychologie und Pädagogik, Bd. 110) Google Buchvorschau.
- Geschichte der Poetik. Metzler Verlag, Stuttgart 1977 (= Sammlung Metzler. Band 160).
- Utopie als Kategorie der Ästhetik. Zur Begriffsgeschichte der Ästhetik und Poetik. Stuttgart: Metzler Verlag 1983.
- (Hrsg.): Die ästhetische Leidenschaft. Texte zur Affektenlehre im 17. u. 18. Jh. Ausgewählt und kommentiert. Hildesheim: G. Olms 1987 (Germanistische Texte und Studien, Band 27), ISBN 3-487-07840-6.
- Johann Wolfgang von Goethe. Leben und Werk. Husum: Husum Verlag 1987.
- Von Platons Dichterkritik zur Postmoderne: Studien zu Rhetorik und Ästhetik. Bielefeld: Aisthesis Verlag, 1989, ISBN 3-925670-24-6.
- Ciceros Wahlverwandtschaften oder die Reorganisation des Redens: Entwurf einer interdisziplinären Rhetorik. Freiburg: Rombach Verlag 1990 (Litterae, Band 12) ISBN 3-7930-9057-4.
- Rhetorik und ästhetische Vernunft. Bielefeld: Aisthesis Verlag 1990.
- Karl May. Ein Materialienband mit einer Einführung in Leben und Werk. In: Gert Ueding, Reinhard Tschapke (Hrsg.): Karl-May-Handbuch. Stuttgart: Kröner 1987; in 2. Auflage als: Gert Ueding, Klaus Rettner (Hrsg.): Karl-May-Handbuch. Königshausen & Neumann 2001; Google Buchvorschau.
- Von Homer bis Hemingway. Einzelanalysen zu Erzählstil und Erzähldynamik in der Weltliteratur. Hamburg: Kovac Verlag 1992.
- Die Erzählungen Thomas Manns. Bielefeld: Aisthesis Verlag 1993.
- Literaturtheorie und Ästhetik. Kategorien einer systematischen Grundlegung. Frankfurt am Main: Peter Lang Verlag 2002.
- Abendländische Literaturgeschichte: die Literatur in Westeuropa von der griechischen und römischen Dichtung der Antike bis zur modernen englischen, französischen, spanischen, italienischen und deutschen Literatur. Würzburg: Königshausen & Neumann 2003, ISBN 3-8260-2572-5; Google Buchvorschau.
- Die deutsche Literatur des 20. Jahrhunderts. Würzburg: Königshausen & Neumann 2005, ISBN 3-8260-2972-0; Google Buchvorschau.
- Und wieder lächelt die Thrakerin. Zur Geschichte des literarischen Humors. Frankfurt am Main: Peter Lang  2006.
- Von den antiken Denkern zur Moderne. Einführung in die Denkansätze der Philosophen. Hamburg: Verlag Kovac 2007.
- Gottfried Kellers Novellen und Erzählungen. Eine Einführung. Würzburg 2020.
- Wilhelm Raabe. Aspekte seines Erzählwerks. Peter Lang Verlag, 2020.
- Philosophie des Abenteuers oder Nachdenken über das vertraute Sein. Königshausen & Neumann, Würzburg 2021.